# Sant Vicenç dels Horts
Sant Vicenç dels Horts est une commune espagnole de la comarque du Baix Llobregat dans la province de Barcelone en Catalogne.

## Géographie
La commune est située dans l'aire métropolitaine de Barcelone

## Personnalités liées à la commune
- Francisco Oller Ferrer (1757-1831) : médecin, responsable de santé publique à Porto Rico et pionnier de la vaccination anti-variolique, né Sant Vicenç dels Horts ;
- Oriol Junqueras (1969-) : homme politique, maire de Sant Vicenç dels Horts de 2011 à 2015.